# Traveller (cheval)
Pour les articles homonymes, voir Traveller.
Traveller, dont le nom signifie « voyageur » en français, était le cheval monté par le général américain Robert Lee.

## Histoire
Né Greenbrier, il est acquis par Lee en février 1862, qui le monte dans de nombreuses batailles et en fait l'éloge dans ses courriers.
Après la fin de la Guerre de Sécession, Traveller l'accompagne au Washington College à Lexington.  
Il suit son cortège funèbre en 1870. Il développe peu après le tétanos et doit être abattu. 

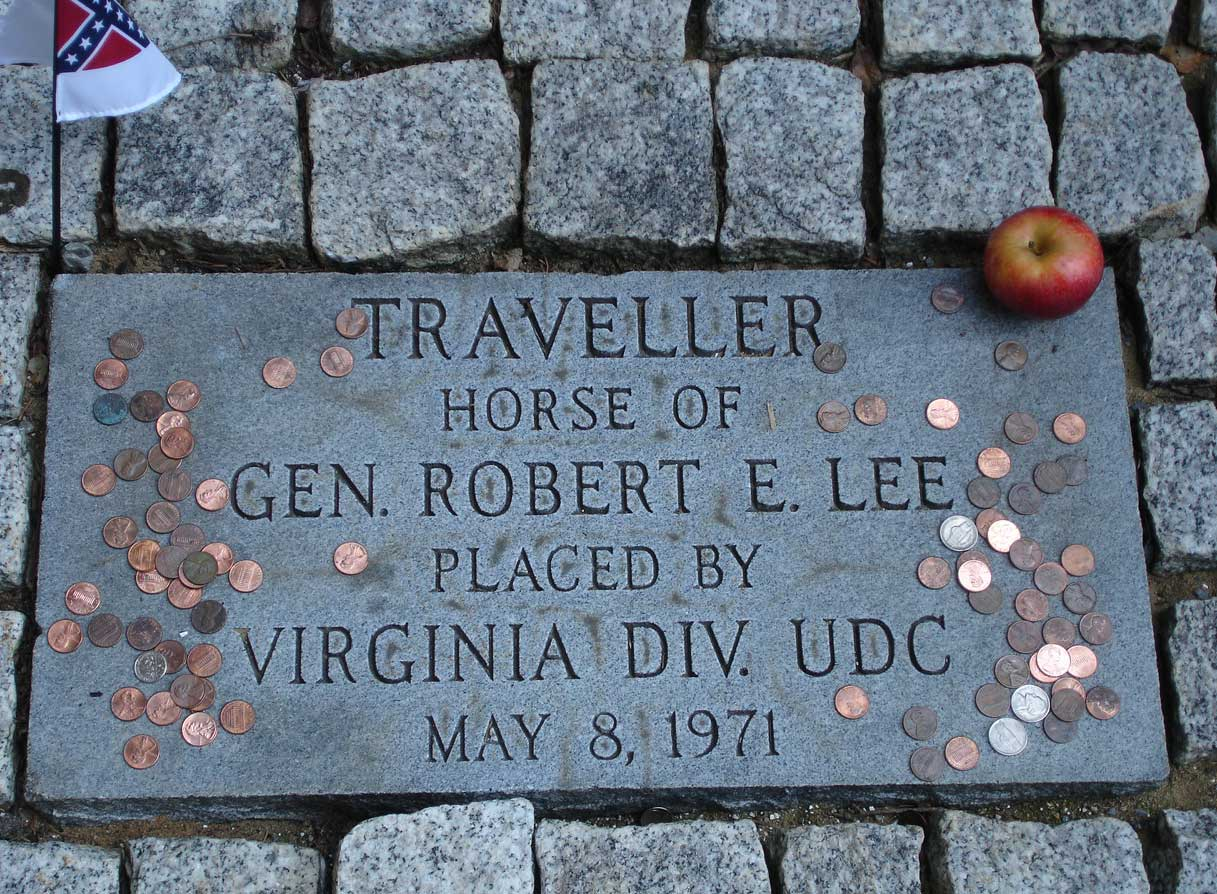
Tombe de Traveller à Lee Chapel

Après plusieurs affectations, les restes de Traveller rejoignent Lee Chapel non loin de la crypte familiale où repose son maître. 
Il est représenté dans la statue équestre de Robert Edward Lee à Charlottesville, et dans celle de Dallas.

## Traveller dans la littérature

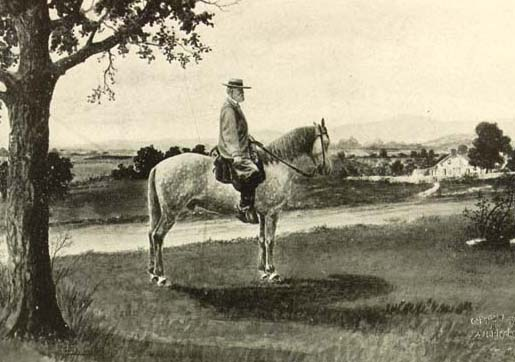
Traveller et Robert E. Lee

And now at last,
Comes Traveller and his master. Look at them well.
The horse is an iron-grey, sixteen hands high,
Short back, deep chest, strong haunch, flat legs, small head,
Delicate ear, quick eye, black mane and tail,
Wise brain, obedient mouth.
         Such horses are
The jewels of the horseman's hands and thighs,
They go by the word and hardly need the rein.
They bred such horses in Virginia then,
Horses that were remembered after death
And buried not so far from Christian ground
That if their sleeping riders should arise
They could not witch them from the earth again
And ride a printless course along the grass
With the old manage and light ease of hand.
— Passage de John Brown's Body, poème de Stephen Vincent Benét
Their sleepless, bloodshot eyes were turned to me.
Their flags hung black against the pelting sky.
Their jests and curses echoed whisperingly,
As though from long-lost years of sorrow - Why,
You're weeping! What, then? What more did you see?
A gray man on a gray horse rode by.
— Passage de Traveller, roman de Richard Adams

## Dans la culture populaire
Dans la bande dessinée belge Bronco Benny, de la série Les Tuniques bleues, Traveller joue un rôle majeur.